# Hervé Le Tellier
Hervé Le Tellier (n. 21 aprilie 1957, Paris, Franța) este un scriitor și lingvist francez și membru al grupului literar internațional Oulipo (Ouvroir de Littérature Potentielle, care se traduce aproximativ prin „atelier de literatură potențială”). El este al patrulea președinte al acestuia. Alți membri importanți au fost Raymond Queneau, Georges Perec, Italo Calvino, Jacques Roubaud⁠(d), Jean Lescure⁠(d) și Harry Mathews⁠(d). A câștigat Premiul Goncourt 2020 pentru Anomalia.

## Biografie
Născut la Paris, Le Tellier și-a început cariera ca jurnalist științific și s-a alăturat Oulipo în 1992. Ca autor, a intrat în atenția generală în 1998 odată cu publicarea în Franța a cărții sale Les amnésiques n'ont rien vécu d'inoubliable, o colecție de o mie de propoziții foarte scurte, toate începând cu „Je pense que” (Cred că). Romanul său destul de complex Le voleur de nostalgie este un omagiu adus scriitorului italian Italo Calvino. De asemenea, este unul dintre participanții la Papous dans la tête, testul literar cult al France Culture, postul de radio cultural francez.
În 2002 a devenit colaborator zilnic al site-ului ziarului Le Monde cu o scurtă cronică satirică numită Papier de verre (Hârtie de sticlă). A înființat, împreună cu Frederic Pages și alții, „Asociația prietenilor lui Jean-Baptiste Botul⁠(d)” pentru a promova acest filosof fictiv și școala sa de „Botulism”.
Una dintre cele mai recente publicații ale sale este Esthétique de l'Oulipo (Estetica lui Oulipo), o abordare foarte personală a literaturii sub constrângere, privită dintr-o perspectivă lingvistică.

## Premiu
- 2020: Premiul Goncourt pentru Anomalia (franceză: L'anomalie). Este primul membru al Oulipo care a câștigat Goncourt.

## Cărți publicate
- Sonate de bar, nuvele, 1991
- Le Voleur de nostalgie, roman, 1992
- La Disparition de Perek, 1997
- Les amnésiques n'ont rien vécu d'inoubliable, 1998
- Inukshuk, 1998, videograme de Jean-Baptiste Decavèle
- Joconde jusqu'à cent, 1999
- Zindien, 2000, poezie, ilustrată de Henri Cueco.
- Enciclopedia Inutilis, nuvele, 2002
- Joconde sur votre indulgence, 2002
- Cités de mémoire, 2003
- La Chapelle Sextine, roman, 2005
- Esthétique de l'Oulipo, eseu, 2006
- Je m'attache très facilement, roman, 2007
- Les Opossums célèbres, poezie, cuvinte combinate, ilustrat de Xavier Gorce, 2007
- Assez parlé d'amour, roman, Éditions Jean-Claude Lattès, 2009
- L'Herbier des villes, urban haïkaï, Editions Textuel, 2010
- Eléctrico W, roman, Editions Jean-Claude Lattès, 2011
- Contes liquides, scris sub numele de plume Jaime Montestrela, povestiri, Éditions de l'Attente, 2013, Grand Prix de l'Humour Noir
- Demande au muet, dialoguri socratice, Editions Nous, 2014
- Moi et François Mitterrand, 2016, Edițiile Jean-Claude Lattes
- Toutes les familles heureuses, 2017, Editions Jean-Claude Lattes
- L'anomalie, 2020, Editions Gallimard